# Dicranomyia (Idiopyga) ponojensis
Dicranomyia (Idiopyga) ponojensis is een tweevleugelige uit de familie steltmuggen (Limoniidae). De soort komt voor in het Palearctisch en Nearctisch gebied.